# El Salvador op de Olympische Zomerspelen 2012
El Salvador nam deel aan de Olympische Zomerspelen 2012 in Londen, Verenigd Koninkrijk.

## Deelnemers en resultaten
(m) = mannen, (v) = vrouwen

### Atletiek
| Olympiër          | Onderdeel             | Resultaat | Prestatie                     |
| ----------------- | --------------------- | --------- | ----------------------------- |
| Emerson Hernández | 50km snelwandelen (m) | 27e       | 3:53.57 (NR)                  |
|                   |                       |           |                               |
| Gladys Landaverde | 1500m (v)             | 39e       | serie 3: 15de in 4.18,26 (NR) |

### Gewichtheffen
| Olympiër        | Onderdeel | Resultaat | Prestatie                                                      |
| --------------- | --------- | --------- | -------------------------------------------------------------- |
| Julio Salamanca | -62kg (m) | 11e       | trekken: 12de met 110 kg stoten: 11de met 150 kg totaal: 260kg |

### Judo
| Olympiër        | Onderdeel | Resultaat | Prestatie                                  |
| --------------- | --------- | --------- | ------------------------------------------ |
| Carlos Figueroa | -66kg (m) | 33e       | 1ste ronde: V van CAN Mehmedovic: waza-ari |

### Roeien
| Olympiër      | Onderdeel | Resultaat | Prestatie |
| ------------- | --------- | --------- | --- |
| Roberto López | skiff (m) | 29e       | serie 4:' 4de in 7.23,75 herkansingen: 5de in 7.27,75 halve finale E/F: 3de in 7.57,89 finale E: 5de in 7.41,32                               |
|               |           |           | |
| Camila Vargas | skiff (v) | 16e       | serie 2: 5de in 8.01.60 herkansingen: 1ste in 7.53,38 kwartfinale 2: 6de in 8.07,67 halve finale C/D: 3de in 7.57,22 finale C: 4de in 8.19,75 |

### Schietsport
| Olympiër      | Onderdeel                  | Resultaat | Prestatie                                        |
| ------------- | -------------------------- | --------- | ------------------------------------------------ |
| Melissa Mikec | 10m luchtgeweer (v)        | 39e       | kwalificatie: 39ste met 392 punten (98-97-99-98) |
| Melissa Mikec | 50m geweer 3 houdingen (v) | 45e       | kwalificatie: 45ste met 560 punten (195-181-194) |

### Wielersport
| Olympiër      | Onderdeel        | Resultaat | Prestatie |
| ------------- | ---------------- | --------- | --------- |
| Evelyn García | wegwedstrijd (v) | 26e       | 3:35.56   |

### Zwemmen
| Olympiër       | Onderdeel           | Resultaat | Prestatie               |
| -------------- | ------------------- | --------- | ----------------------- |
| Rafael Alfaro  | 400m wisselslag (m) | 35e       | serie 1: 4de in 4.35,80 |
|                |                     |           |                         |
| Pamela Benítez | 800m vrije slag (m) | 33e       | serie 1: 2de in 9.02,66 |

Afghanistan · Albanië · Algerije · Amerikaanse Maagdeneilanden · Amerikaans-Samoa · Andorra · Angola · Antigua en Barbuda · Argentinië · Armenië · Aruba · Australië · Azerbeidzjan · Bahama's · Bahrein · Bangladesh · Barbados · België · Belize · Benin · Bermuda · Bhutan · Bolivia · Bosnië en Herzegovina · Botswana · Brazilië · Britse Maagdeneilanden · Brunei · Bulgarije · Burkina Faso · Burundi · Cambodja · Canada · Centraal-Afrikaanse Republiek · Chili · China · Chinees Taipei · Colombia · Comoren · Congo-Brazzaville · Congo-Kinshasa · Cookeilanden · Costa Rica · Cuba · Cyprus · Denemarken · Djibouti · Dominica · Dominicaanse Republiek · Duitsland · Ecuador · Egypte · El Salvador · Equatoriaal-Guinea · Eritrea · Estland · Ethiopië · Fiji · Filipijnen · Finland · Frankrijk · Gabon · Gambia · Georgië · Ghana · Grenada · Griekenland · Groot-Brittannië · Guam · Guatemala · Guinee · Guinee‑Bissau · Guyana · Haïti · Honduras · Hongarije · Hongkong · Ierland · IJsland · India · Indonesië · Irak · Iran · Israël · Italië · Ivoorkust · Jamaica · Japan · Jemen · Jordanië · Kaaimaneilanden · Kaapverdië · Kameroen · Kazachstan · Kenia · Kirgizië · Kiribati · Koeweit · Kroatië · Laos · Lesotho · Letland · Libanon · Liberia · Libië · Liechtenstein · Litouwen · Luxemburg · Macedonië · Madagaskar · Malawi · Maldiven · Maleisië · Mali · Malta · Marshalleilanden · Marokko · Mauritanië · Mauritius · Mexico · Micronesië · Moldavië · Monaco · Mongolië · Montenegro · Mozambique · Myanmar · Namibië · Nauru · Nederland · Nepal · Nicaragua · Nieuw-Zeeland · Niger · Nigeria · Noord-Korea · Noorwegen · Oeganda · Oekraïne · Oezbekistan · Oman · Oostenrijk · Oost-Timor · Pakistan · Palau · Palestina · Panama · Papoea-Nieuw-Guinea · Paraguay · Peru · Polen · Portugal · Puerto Rico · Qatar · Roemenië · Rusland · Rwanda · Saint Kitts en Nevis · Saint Lucia · Saint Vincent en Grenadines · Salomonseilanden · Samoa · San Marino · Sao Tomé en Principe · Saoedi-Arabië · Senegal · Servië · Seychellen · Sierra Leone · Singapore · Slovenië · Slowakije · Soedan · Somalië · Spanje · Sri Lanka · Suriname · Swaziland · Syrië · Tadzjikistan · Tanzania · Thailand · Togo · Tonga · Trinidad en Tobago · Tsjaad · Tsjechië · Tunesië · Turkije · Turkmenistan · Tuvalu · Uruguay · Vanuatu · Venezuela · Verenigde Arabische Emiraten · Verenigde Staten · Vietnam · Wit-Rusland · Zambia · Zimbabwe · Zuid-Afrika · Zuid-Korea · Zweden · Zwitserland · Onafhankelijke atleten